# Helius (Helius) gorokanus
Helius (Helius) gorokanus is een tweevleugelige uit de familie steltmuggen (Limoniidae). De soort komt voor in het Australaziatisch gebied.